# 1.Fußball-Club Schweinfurt 05
Lo 1. Fussball-Club Schweinfurt 1905 è una squadra di calcio tedesca con sede ad Schweinfurt, città della Baviera. Milita in 3. Liga, la terza serie del campionato tedesco. Disputa le gare interne nello Sachs-Stadion.

## Storia
Negli anni trenta e nella prima metà dei quaranta lo Schweinfurt gioca nella Gauliga Bayern, una delle sedici massime divisioni create dal regime nazista. In questo periodo il club, che può contare sui nazionali Albin Kitzinger ed in seguito anche Andreas Kupfer, ottiene due titoli, nel 1939 e nel 1942. Queste vittorie fanno partecipare la squadra alla fase nazionale, tuttavia il cammino nella competizione è breve. Tra il 1943 al 1945 si unì con i concittadini del LSV Schweinfurt per formare il Kriegsspielgemeinschaft Schweinfurt.
Nel dopoguerra lo Schweinfurt gioca tutte le edizioni dell'Oberliga Süd, finendo però raramente nella parte alta della classifica. L'unica eccezione è il terzo posto del 1955, e poco dopo arriva in squadra Günter Bernard.
Nel 1963 nasce in Germania Ovest la Bundesliga, ma il club si trova a giocare in una delle seconde divisioni appena create, la Regionalliga Süd; vince questo campionato nel 1966, ma la promozione sfuma ai play-off. Nel 1974 nasce invece la Zweite Bundesliga, e lo Schweinfurt prende parte alla prima edizione del torneo, venendo però retrocesso l'anno successivo. In seguito il club trascorre molte stagioni in terza divisione.
Lo Schweinfurt ritorna in Zweite Bundesliga nel 1990, ma viene subito retrocesso. La squadra ritorna al secondo livello nel 2001, ma anche stavolta la permanenza dura un solo anno.
Una nuova retrocessione si verifica nel 2004, questa volta per problemi finanziari: il club si ritrova così in quinta divisione. In seguito lo Schweinfurt torna più volte in quarta, l'ultima di queste nel 2013.

## Palmarès

### Competizioni regionali
- Gauliga Bayern: 2

1938-1939, 1941-1942
- Regionalliga Süd: 1

1965-1966
- Fußball-Regionalliga: 2

2020-2021 (Baviera), 2024-2025 (Baviera)
- Oberliga Bayern: 3

1989-1990, 1997-1998, 2012-2013
- Coppa di Bavaria: 3

1933, 2017, 2018

### Altri piazzamenti
- Coppa di Germania:

Semifinalista: 1936
- 2. Fußball-Bundesliga:

Terzo posto: 1974-1975 (girone Sud)
- Oberliga Süd:

Terzo posto: 1954-1955
- Gauliga Bayern:

Secondo posto: 1936-1937

## Statistiche e record
| Livello | Categoria               | Partecipazioni | Debutto   | Ultima stagione | Totale |
| ------- | ----------------------- | -------------- | --------- | --------------- | ------ |
| 1º      | Kreisliga / Bezirksliga | 3              | 1919-1920 | 1932-1933       | 33     |
| 1º      | Gauliga                 | 12             | 1933-1934 | 1944-1945       | 33     |
| 1º      | Oberliga                | 18             | 1945-1946 | 1962-1963       | 33     |
| 2º      | A-Klasse / Kreisliga    | 7              | 1918-1919 | 1930-1931       | 22     |
| 2º      | Regionalliga            | 11             | 1963-1964 | 1973-1974       | 22     |
| 2º      | 2. Bundesliga           | 4              | 1974-1975 | 2001-2002       | 22     |
| 3º      | Bayernliga              | 15             | 1976-1977 | 1993-1994       | 20     |
| 3º      | Regionalliga            | 5              | 1998-1999 | 2003-2004       | 20     |
| 4º      | Landesliga              | 2              | 1983-1984 | 1985-1986       | 18     |
| 4º      | Bayernliga              | 6              | 1994-1995 | 2007-2008       | 18     |
| 4º      | Regionalliga            | 10             | 2013-2014 | 2022-2023       | 18     |